# シスターズ (2015年の映画)
『シスターズ』(原題：Sisters) は、2015年に公開されたアメリカのコメディ映画。
当初のタイトルは、『ザ・ネスト』(The Nest)であったが、公開前に変更されている。
日本では劇場未公開。エイミー・ポーラー、ティナ・フェイ は、2008年の『ベイビーママ』以来の共演映画となる。

## あらすじ
シングル・マザーと、バツイチのエリス姉妹は、両親から、オーランドにある家を売り払うため、荷物を整理してほしいと頼まれる。自分たちに相談もなく、実家が売られることに怒った二人は、昔の同級生たちを集めて、実家で壮大なパーティを開く。

## スタッフ・キャスト

### キャスト
※括弧内は日本語吹き替え
- ケイト・エリス（エリス姉妹の姉、フリーランスの美容師）：ティナ・フェイ （林真里花）
- モーラ・エリス（エリス姉妹の妹、アトランタに住む看護師）：エイミー・ポーラー （小島幸子）
- ブリンダ（インド系の同級生）：マーヤ・ルドルフ （森夏姫）
- ジェイムズ（実家の向かいの住人）：アイク・バリンホルツ
- デイーナ・エリス（姉妹の母親）：ダイアン・ウィースト （久保田民絵）
- バッキー・エリス（姉妹の父親）：ジェームズ・ブローリン （坂部文昭）
- 麻薬の売人：ジョン・シナ
- デイヴ（もて男ぶる同級生）：ジョン・レグイザモ
- アレックス（ギャグを言い続ける同級生）：ボビー・モイニハン
- ヘ・ウオン（若い美容師）：グレタ・リー
- ハーレイ・エリス（ケイトの娘）：マディソン・ダヴェンポート

### スタッフ
- 監督：ジェイソン・ムーア
- 脚本：ポーラ・ペル
- 製作：ティナ・フェイ、ジェイ・ローチ、ジョン・ライオンズ
- 製作総指揮：エイミー・ポーラー、ジェフ・リッチモンド、ブライアン・ベル
- 撮影：バリー・ピーターソン
- 美術：リチャード・ハーバー
- 編集：リー・ハックスウエル